# Mauro Vieira
Mauro Luiz Iecker Vieira GOMM (Niterói, 15 de fevereiro de 1951) é um advogado e diplomata brasileiro, atual ministro das Relações Exteriores do Brasil no terceiro governo de Luiz Inácio Lula da Silva, cargo que também exerceu durante o segundo mandato de Dilma Rousseff.
Estudou no Colégio Salesiano Santa Rosa, em Niterói, e é bacharel em direito pela Universidade Federal Fluminense (UFF). Diplomata de carreira, formado pelo Instituto Rio Branco (IRBr), foi chefe de gabinete da Secretaria-Geral de Relações Exteriores. Em 2000, Vieira foi admitido pelo presidente Fernando Henrique Cardoso à Ordem do Mérito Militar no grau de Oficial especial, sendo promovido pelo mesmo presidente ao grau de Comendador em 2001.
Após seu período na secretaria, foi embaixador do Brasil na Argentina de 2004 a 2010. Durante esse período, foi promovido em 2005 pelo presidente Luiz Inácio Lula da Silva ao grau de Grande-Oficial da Ordem do Mérito Militar. Após sua exoneração, foi nomeado embaixador do Brasil nos Estados Unidos de 2010 a 2015.
De 2015 a 2016, foi ministro das Relações Exteriores, indicado pela presidente Dilma Rousseff. Em 16 de agosto de 2016, o Senado Federal aprovou sua nomeação pelo presidente Michel Temer para o cargo de representante permanente do Brasil na Organização das Nações Unidas (ONU).

## Biografia
Nascido em Niterói, Mauro Luiz Iecker Vieira, 72, estudou no Colégio Salesiano Santa Rosa, em Niterói, e é bacharel em direito pela Universidade Federal Fluminense (UFF).
Diplomata de carreira, formado pelo Instituto Rio Branco (IRBr), foi chefe de gabinete da Secretaria-Geral de Relações Exteriores. Além de possuir doutorado honoris causa em Letras, pela Universidade de Georgetown, em Washington DC (2014).
Entre 1982 e 1985, Vieira serviu na Missão do Brasil junto à Associação Latino-Americana de Integração (Aladi) em Montevidéu, Uruguai. Vieira trabalhou na embaixada do Brasil na Cidade do México entre 1990 e 1992 e na embaixada em Paris de 1995 a 1999. 
O Embaixador Vieira também trabalhou no Ministério da Ciência e Tecnologia, como Secretário-Geral Adjunto de Ciência e Tecnologia; e no Ministério da Previdência e Assistência Social, como Secretário Nacional de Administração do Instituto de Previdência Social.
Em 2000, ele foi admitido pelo presidente Fernando Henrique Cardoso à Ordem do Mérito Militar no grau de Oficial especial, sendo promovido pelo presidente ao grau de Comendador em 2001.

Com o início do primeiro mandato de Lula, Mauro Vieira assumiu a embaixada da Argentina de 2004 a 2010, saindo de Buenos Aires para Washington, onde chefiou a missão diplomática brasileira até 2015.

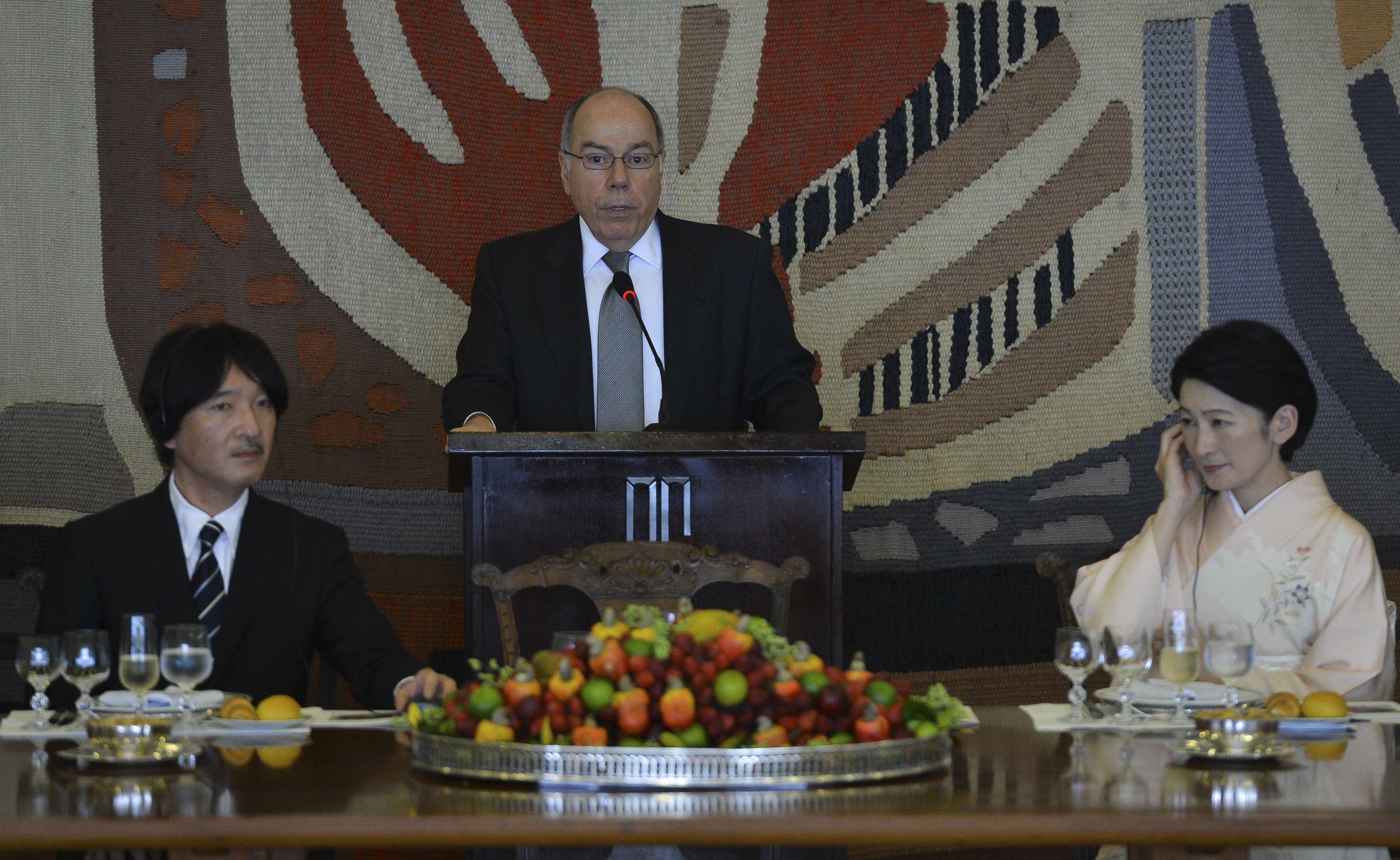
O ministro das Relações Exteriores, Mauro Vieira, recebe para almoço, no Palácio Itamaraty, o príncipe Akishino e a princesa Kiko, do Japão

Entre 2003 e 2006, Vieira foi representante do Ministério das Relações Exteriores no Conselho de Administração da Itaipu Binacional.
Também no Itamaraty, Vieira ocupou cargos de destaque no ministério: foi coordenador de Atos Internacionais; assessor do Secretário-Geral do ministério; assistente do chefe do Departamento Cultural; assessor de ministro das Relações Exteriores; chefe de Gabinete do secretário-geral; e chefe de Gabinete do ministro das Relações Exteriores.
Em 2015, retornou ao Brasil e foi indicado como Ministro das Relações Exteriores de Dilma Rousseff. Foi exonerado da chefia do Itamaraty após o impeachment da ex-presidente. Em 2016, foi nomeado pelo ex-presidente Michel Temer para o cargo de representante permanente do Brasil na ONU.

## Ministério das Relações Exteriores

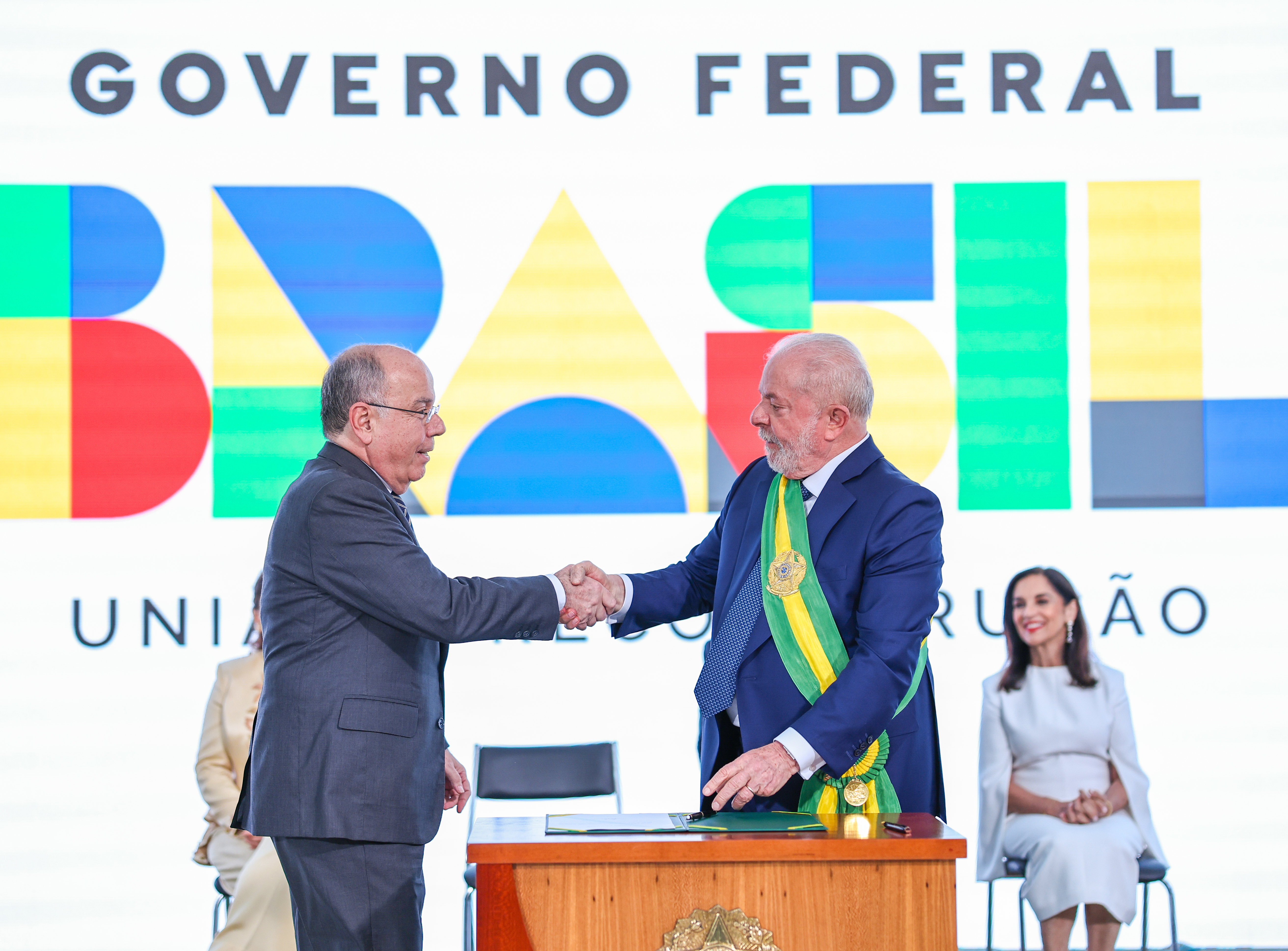
Mauro Vieira é empossado como Ministro de Estado das Relações Exteriores pelo Presidente da República, Luiz Inácio Lula da Silva.

Em 31 de dezembro de 2014 foi indicado Ministro das Relações Exteriores do segundo gabinete de Dilma Rousseff. Tomou posse no dia seguinte, juntamente com seus demais colegas ministros, dia 1 de janeiro de 2015. Exerceu as funções de Chanceler e, em 11 de maio de 2016, foi exonerado do cargo por Dilma Rousseff quando ela foi afastada do governo após um processo de impeachment, onde assumiu como presidente interino o vice-presidente Michel Temer. Retornou às funções de Embaixador atuando como Embaixador do Brasil na Organização das Nações Unidas (2016-2020). Foi designado por Jair Bolsonaro para o cargo de embaixador do Brasil em Zagreb. 
Em 9 de dezembro de 2022, foi anunciado como Ministro das Relações Exteriores do terceiro governo Lula.

O ministro das Relações Exteriores, Mauro Vieira, afirmou na quarta-feira (14/12/22) que o presidente eleito, Luiz Inácio Lula da Silva, pediu para o Brasil retomar relações com a Venezuela.
"Presidente também me instruiu que restabelecesse relações com a Venezuela. Faremos a partir do dia 1º, enviando num primeiro momento um encarregado de negócios para retomar prédios que temos lá, residências e reabrir a embaixada. E, posteriormente, vamos indicar um embaixador também para junto ao governo Venezuelano", afirmou Vieira.

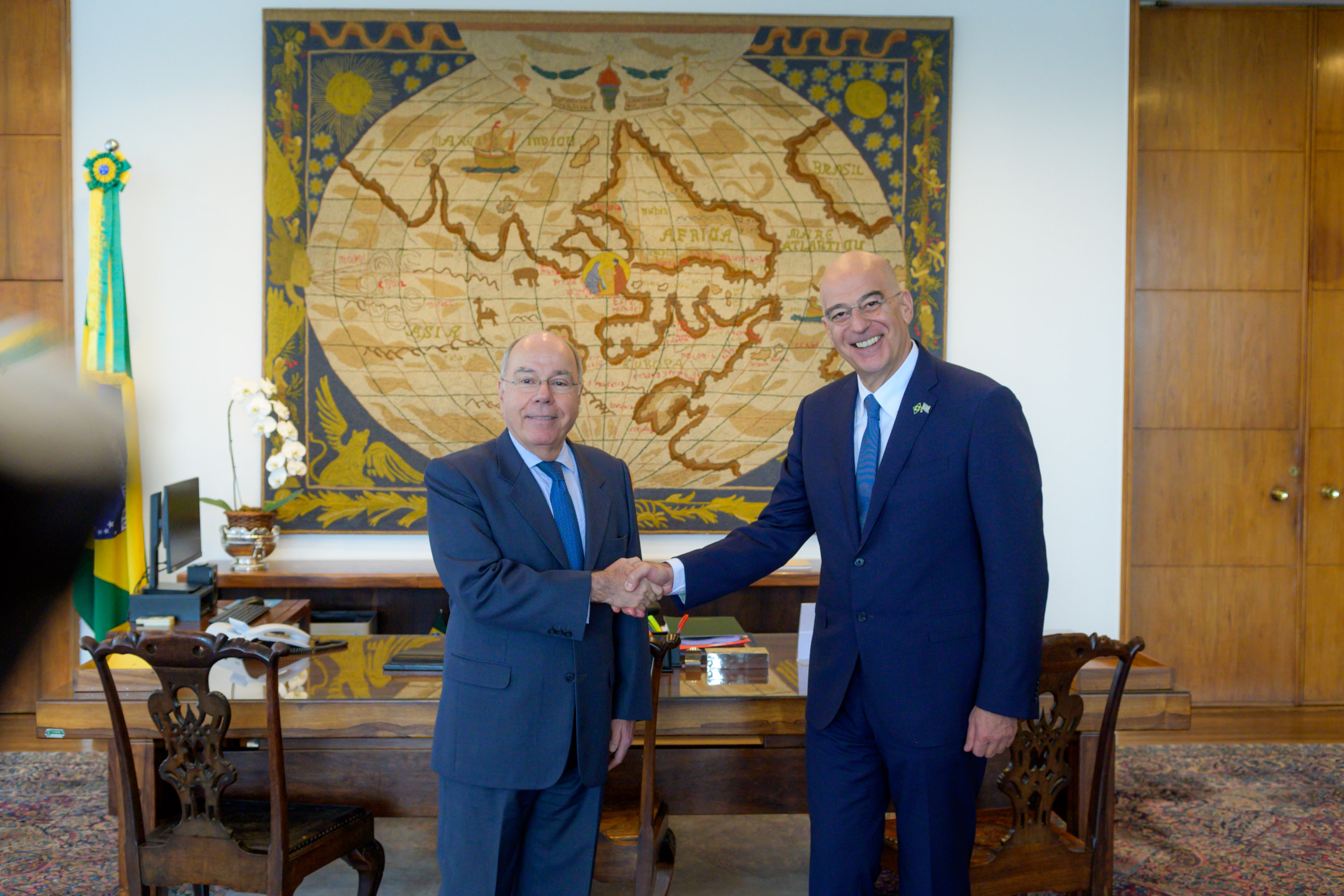
Ministro Mauro Vieira recebe o chanceler grego Niko Dendias no Palácio Itamaraty em Brasília, 06/02/2023

O futuro chanceler disse que Lula pediu para ele trazer o Brasil de volta à cena internacional. "Ele [Lula] disse que o Brasil esteve ausente durante muito tempo e que a política que deveria ser implementada durante o governo dele deveria ser uma política de reconstruir pontes", explicou.
Assumiu oficialmente a pasta, em 02 de janeiro de 2023, durante cerimônia realizada no Palácio Itamaraty. Em seu discurso, o ministro defendeu que o país esteve distante da comunidade internacional nos últimos anos, em razão de uma "visão ideológica limitante" do governo anterior. 
"Estivemos alijados do cenário internacional nos últimos anos por força de uma visão ideológica limitante. Com bom senso e muito trabalho e dedicação, reconquistaremos nosso lugar", afirmou.
"A principal tarefa da política externa diante desse quadro será de fato reinserir o Brasil em sua região e no mundo, como corresponde aos nossos valores e interesses. Isso vai requerer uso intenso de nossas capacidades diplomáticas e forte retomada da diplomacia presidencial", completou o ministro.